# السبعة وأربعون رونين

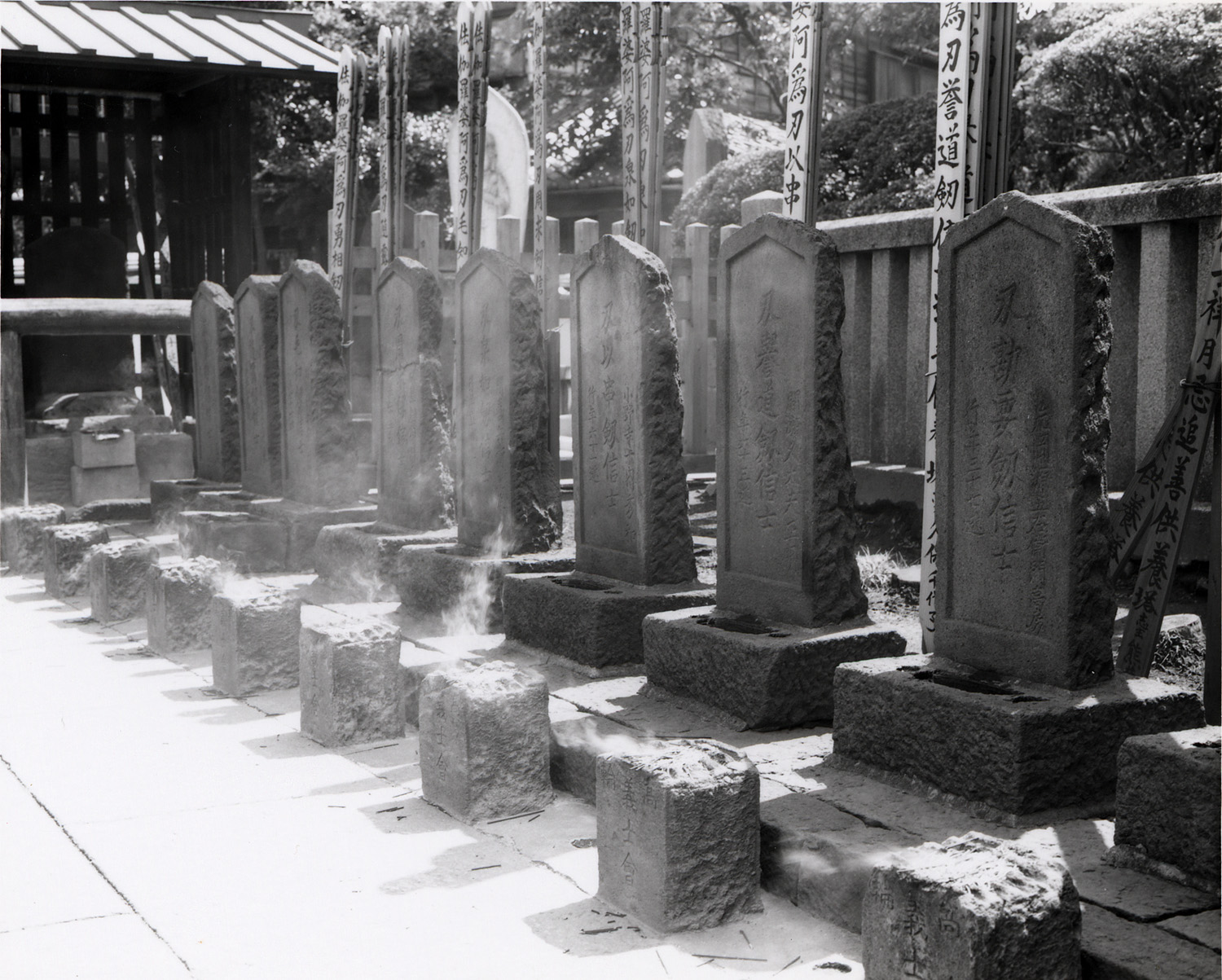
قبور السبعة وأربعون ساموراي

السبعة وأربعون رونين (باليابانية:  四十七士 يون-جو-شيتشي-شي) مَعروف كذلك بِاسم انتقام السبعة والأربعون رونين، ثأر آكو أَو حادثة جينروكو آكو هي حادثة جرت في اليابان في بداية القرن الثامن عشر. الحكاية وُصِفتْ مِن قِبل عالمِ يابانيِ بارزِ بأن الحكاية تُعتِبر «أسطورة وطنية» تُعيدُ حساب الحالةَ الأكْثَر شَهْرَةَ المتعلقة بمَبَادِئ شَرَفِ الساموراي.

## القصة
القصّة تحكي عن مجموعة من الساموراي الذين تُرِكوا من غير قائد فأصبحوا رونين (وتعني هذه الكلمة الساموراي عندما يصبح دون قائد أو سيد) بعد أن أُجبِر سيدهم أسانو ناغانوري الذي كان لورداَ إقطاعياً على ارتكاب ال (سيبوكو) وهو انتحار طقوسي من قبل بسب توكوغاوا تسونايوشي بسبب محاولة قتل مسؤول المحكمةِ كيرا يوشيناكا في قلعة إدو، انتقمَ الساموراي لشرفِ سيدِهم بعد صبر وانتظار وتخطيط لأكثر من سَنَة لقَتْل كيرا. ومن ثم تباعاً أُجبِر الساموراي أنفسهم لتنفيذ السيبوكو —كما علموا بأنّهم سيفعلون — لارتِكاب جريمةِ القتلِ.

## تاريخياً
هذه القصّةِ الحقيقيةِ أُشيعتْ في الثقافةِ اليابانيةِ كرمز مِنْ الولاءِ، التضحية، الإصرار، والشرف الذي يحلم به كُلّ الناس الجيدون أَنْ يمارسوه في حياتِهم اليوميةِ. شعبية الحكايةِ الأسطوريةِ تقريباً حُسّنتْ فقط بالتحديثِ السريعِ أثناء عصرِ الميجي للتاريخِ اليابانيِ، عندما كان العديد مِنْ الناسِ في اليابان مشتاقين إلى العودة إلى جذورِهم الثقافيةِ.
بينما المصادر تَختلفُ بالنسبة إلى بعضها في التفاصيلِ، أعطتْ النسخةَ التي جُمّعتْ بعناية مِنْ مدى كبير مِنْ المصادرِ التأريخيةِ، بضمن ذلك البعضِ ممن زالوا يروون الحكاية كشاهد عيانَ مِنْ الأجزاءِ المُخْتَلِفةِ للقصّةِ.
الحسابات الخيالية قصصيا لهذه الأحداثِ معروفة بتشيشينغورا. القصّة أُشيعتْ في مسرحيّاتِ عديدةِ تتضمن بونراكو وكابوكي بسبب قوانينِ رقابةَ شوجاناتي في عصرِ جينوروكو التي حرّمتْ تصويرَ الأحداثِ الحاليةِ والأسماء غُيّرتْ. بينما أعطتْ النسخةَ مِن قِبل كُتّابِ المسرحيات الذين جاؤوا لكي يُقْبَلوا كحقيقة تأريخية وسجلات تأريخية عديدة حول الأحداثِ الفعليةِ.
قوانين رقابةِ باكافو ارتاحتْ بعد 75 سنةً بعض الشّيء، عندما سجّلَ المؤرخ المهتم باليابان إسحاق تيتسينك قصّة الـ47 رونين أولاً كأحد الأحداث الهامّة لعصرِ جينوروكو.

## معرض صور

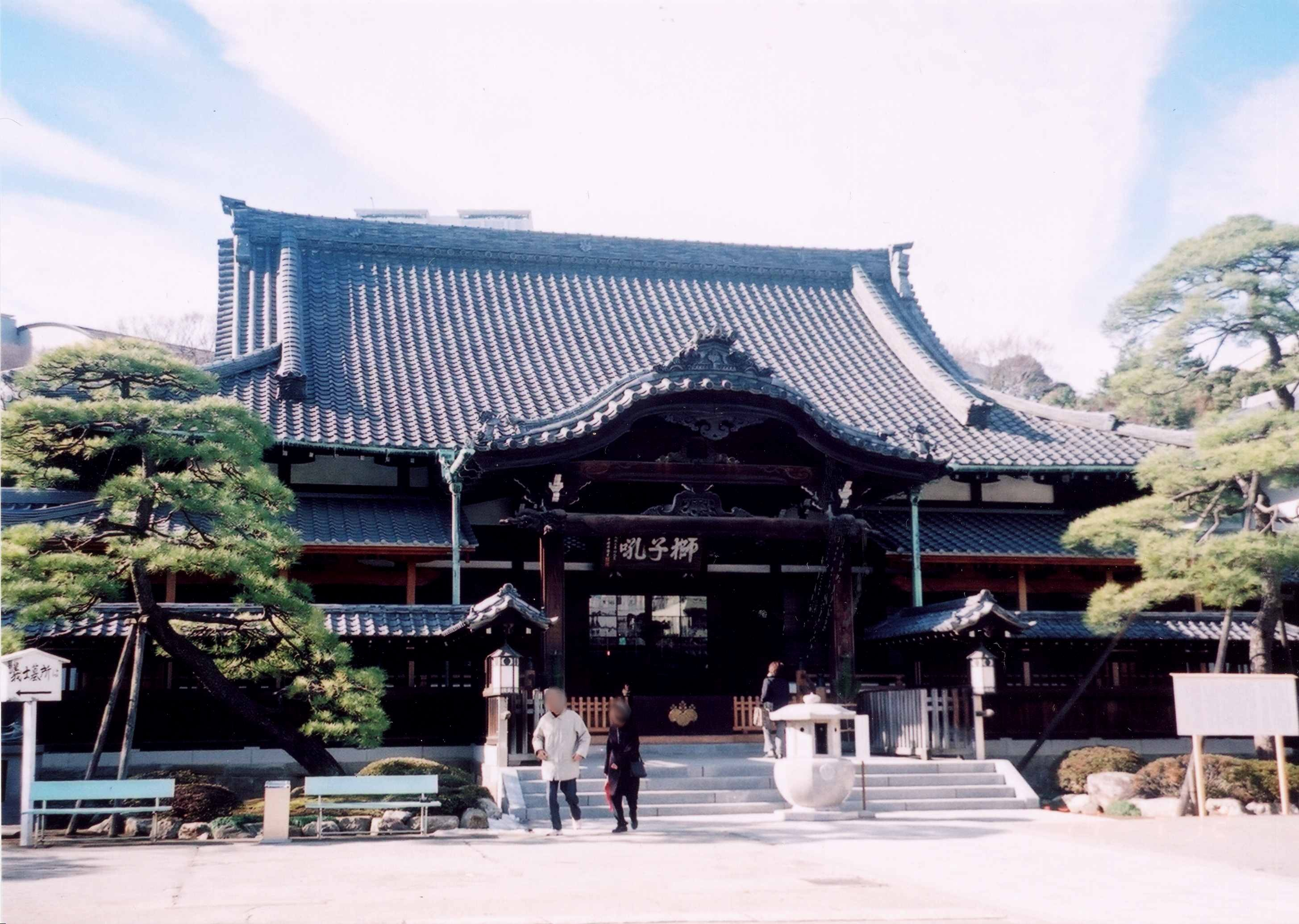
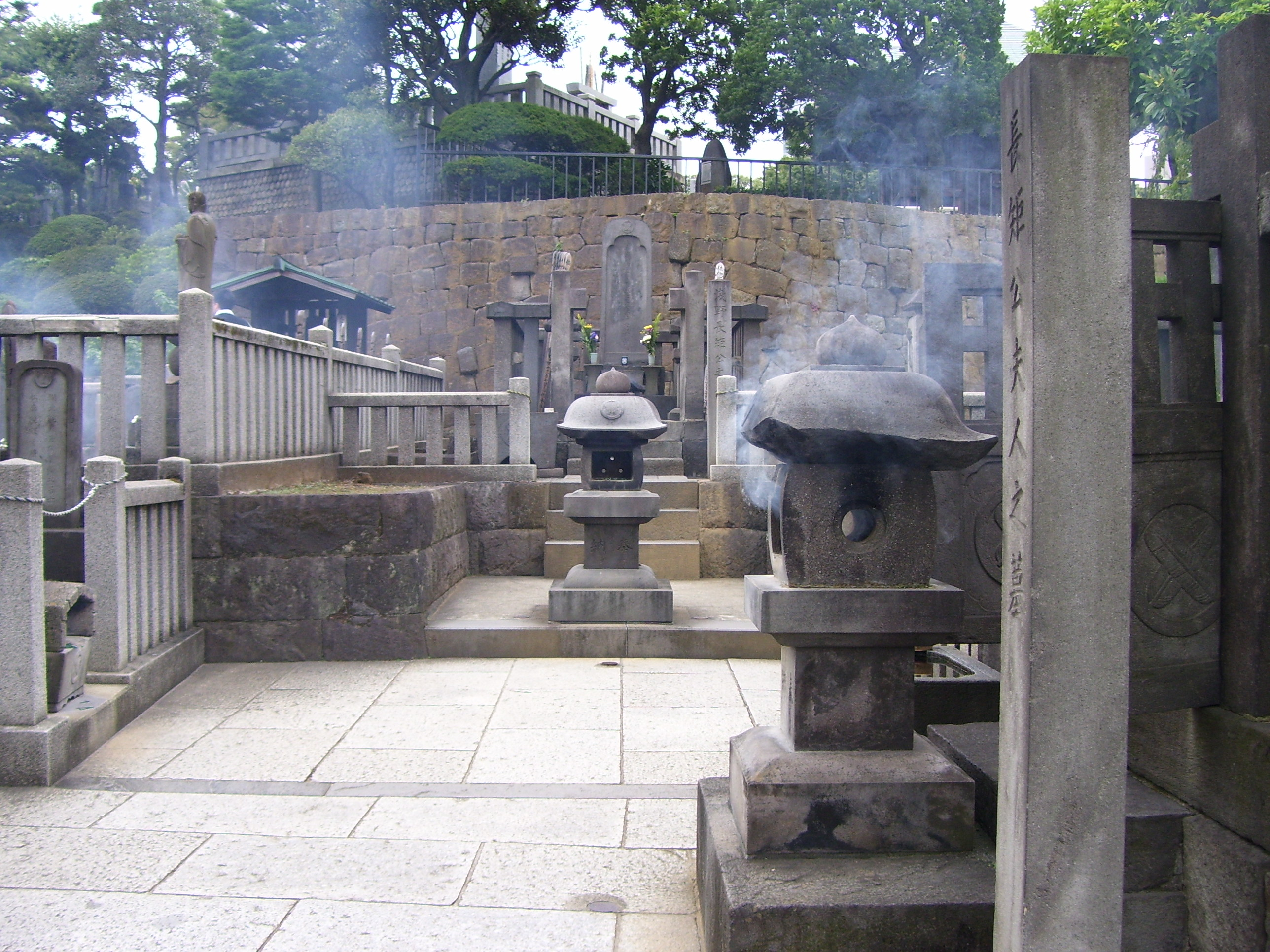
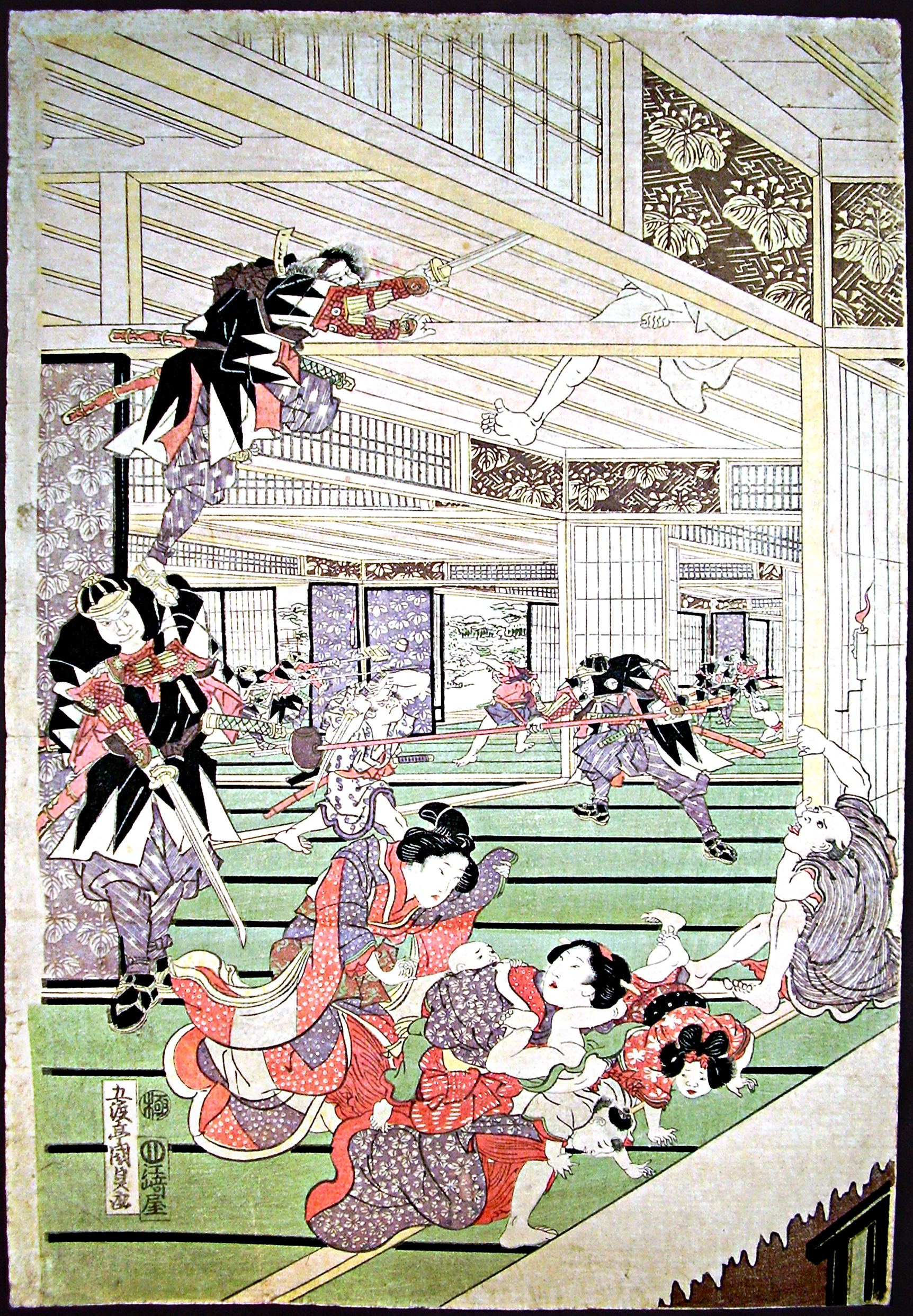

## وصلات خارجية
- تاريخ وتقاليد الساموراي